# 維也納南站
維也納南站（德語：Wien Südbahnhof）是奧地利首都維也納的一個火車站。2009年之前，維也納南站是維也納最主要的火車站。2009年開始，維也納南站開始全面施工改建。2012年底，維也納南站和鄰近的另外一座車站統合為新的維也納中央車站。

## 外部連結
- . Österreichische Nationalbibliothek.   [2015-10-10]. （原始内容存档于2015-12-11） （德语）.
- (PDF). ÖBB. （原始内容 (PDF)存档于2006-12-14） （德语）.

48°11′12″N 16°22′48″E / 48.186667°N 16.380000°E
- Wien-Südbahnhof （页面存档备份，存于）: Photogallery and documentation about the Vienna Southern Railway Station (Wien-Südbahnhof) by Martin Frey and Philipp Graf